# Tiree Airport
Tiree Airport är en flygplats i Storbritannien. Den ligger på ön Tiree i kommunen Argyll and Bute och riksdelen Skottland, i den nordvästra delen av landet, 700 km nordväst om huvudstaden London. Tiree Airport ligger 12 meter över havet.